# Ammonoencyrtus californicus
Ammonoencyrtus californicus är en stekelart som först beskrevs av Compere 1925.  Ammonoencyrtus californicus ingår i släktet Ammonoencyrtus och familjen sköldlussteklar. Inga underarter finns listade i Catalogue of Life.